# Nanno
Nanno  és un antic municipi italià, dins de la província de Trento. L'any 2007 tenia 625 habitants. Limitava amb els municipis de Cles, Flavon, Taio, Tassullo, Terres i Tuenno.
L'1 de gener 2016 es va fusionar amb els municipis de Tassullo i Tuenno creant així el nou municipi de Ville d'Anaunia, del qual actualment és una frazione.

## Administració
| Període | Identitat    | Partit        |
| ------- | ------------ | ------------- |
| 2005-   | Enzo Bergamo | Llista cívica |